# Presque des anges
Pour plus de détails, voir Fiche technique et Distribution.
Presque des anges (Almost Angels en version originale) est un film réalisé par Steve Previn, produit par Walt Disney Productions et sorti en 1962 d'après une histoire de Robert A. Stemmle consacrée aux Petits Chanteurs de Vienne.

## Synopsis
Tony Fiala est un garçon ouvrier dont le désir le plus grand est de devenir un membre du chœur le plus célèbre de Vienne. Son père est cependant réticent à cette idée, puisqu'il veut que son fils suive ses propres pas comme mécanicien. Malgré sa passion et le soutien de sa mère, le père de Tony ne voit aucun avenir pour le garçon dans la musique. Malgré les objections, Tony réussit à rejoindre le chœur des Petits Chanteurs de Vienne.
Là-bas, il rencontre Peter, le plus expérimenté des garçons et soliste du chœur. Quand Peter découvre que Tony possède une magnifique et claire voix de soprano, il se sent immédiatement menacé par ce nouveau garçon doué. La jalousie de Peter l'incite à faire tout ce qui est en son pouvoir pour ruiner les représentations publiques de son rival ainsi que sa bonne image au point de mettre en danger la vie de Tony. Le sabotage prend final mais la voix cassée de Peter changera résolument les événements.

## Fiche technique
- Titre original : Almost Angels, Born to Sing[1]
- Titre français : Presque des anges
- Réalisation : Steve Previn assisté de Rudolf Nussgruber
- Scénario : Vernon Harris d'après Robert A. Stemmle
- Direction artistique : Isabella Schlichting, Werner Schlichting
- Décors : Hal Gausman, Emile Kuri
- Costumes : Leo Bei
- Photographie : Kurt Grigoleit, Herbert Geier (cadreur), Hermann Meroth (seconde équipe)
- Montage : Alfred Srp
- Musique :
  - Compositeur : Heinz Schreiter
  - Orchestre : Wiener Symphoniker Orchestra dirigé par Helmuth Froschauer
- Chorégraphie : Norman Thomson
- Coach dialogue : Kent McPherron
- Maquillage : Leopold Kuhnert, Rudolf Ohlschmidt
- Coiffeur : Ruth Sandifer
- Technicien du son : Herbert Janeczka, Kurt Schwarz
- Producteur : Walt Disney, Peter V. Herald (superviseur)
  - Directeur de production : Willy Egger, Robert Russ
- Société de production : Walt Disney Productions
- Représentant du studio : Harry Tytle
- Pays d'origine : États-Unis
- Langue : Anglais
- Format : Couleurs - 1,75:1 - Mono - 35 mm
- Durée : 93 minutes
- Date de sortie : 26 septembre 1962

Sauf mention contraire, les informations proviennent des sources concordantes suivantes : Leonard Maltin, IMDb

## Distribution
- Vincent Winter (en) : Toni Fiala
- Sean Scully (en) : Peter Schaefer
- Peter Weck : Max Heller
- Hans Holt : Eisinger, le directeur de l'école
- Bruni Löbel (de) : La mère Fiala
- Fritz Eckhardt : Le père Fiala
- Denis Gilmore : Friedel Schmidt
- Hennie Scott : Ferdie
- Gunther Philipp : Le présentateur radio
- Hermann Furthmosek : Le chef de chœur
- Hans Christian : Le chef de chœur
- Walter Regelsberger : Le chef de chœur
- Heinz Grohmann : Le professeur de musique
- Heidi Grübl : La couturière
- Bernard Hindinger : Felix Meinl
- Gerda Maren : L'infirmière
- Rose Renée Roth : La costumière
- Walter Varndal (de) : Le professeur de mathématiques
- Oskar Willner (de) : Le prêtre
- Elisabeth Stiepl : Une mère
- Anni Schönhuber : Une femme
- Liselotte Wrede : Une femme
- Petits Chanteurs de Vienne

Source : Leonard Maltin, Dave Smith et IMDb
Oskar Willner (de)
Das letzte Fort (de)
Sean Scully (de)

## Sorties cinéma
Sauf mention contraire, les informations suivantes sont issues de l'Internet Movie Database.
- États-Unis : 26 septembre 1962
- Japon : 20 juillet 1963

## Chansons
- Kaiserwalzer (Valse de l'empereur) de Johann Strauss Jr.
- Willkommen
- Heidenröslein (Petite rose) de Heinrich Werner / Johann Wolfgang von Goethe
- pièce non définie pour piano et hautbois de Wolfgang Amadeus Mozart
- Der Kuckuck (Le Coucou)
- Wohlan die Zeit ist kommen de Ludwig Schubart
- Der Lindenbaum (Am Brunnen vor dem Tore) de Franz Schubert / Wilhelm Müller
- Tra la la, der Post ist da (The Postman) de Rudolf Löwenstein
- Omnes de Saba Venient, graduel de Joseph Leopold Eybler
- Symphonie des jouets de Edmund Angerer
- Lustig ist das Zigeunerleben
- Das Hennlein Weiss
- Guten Abend, Gute Nacht de Johannes Brahms
- Greensleeves, Chant traditionnel anglais
- Ländler, danse traditionnelle
- Le Beau Danube bleu de Johann Strauss Jr.

## Origine et production

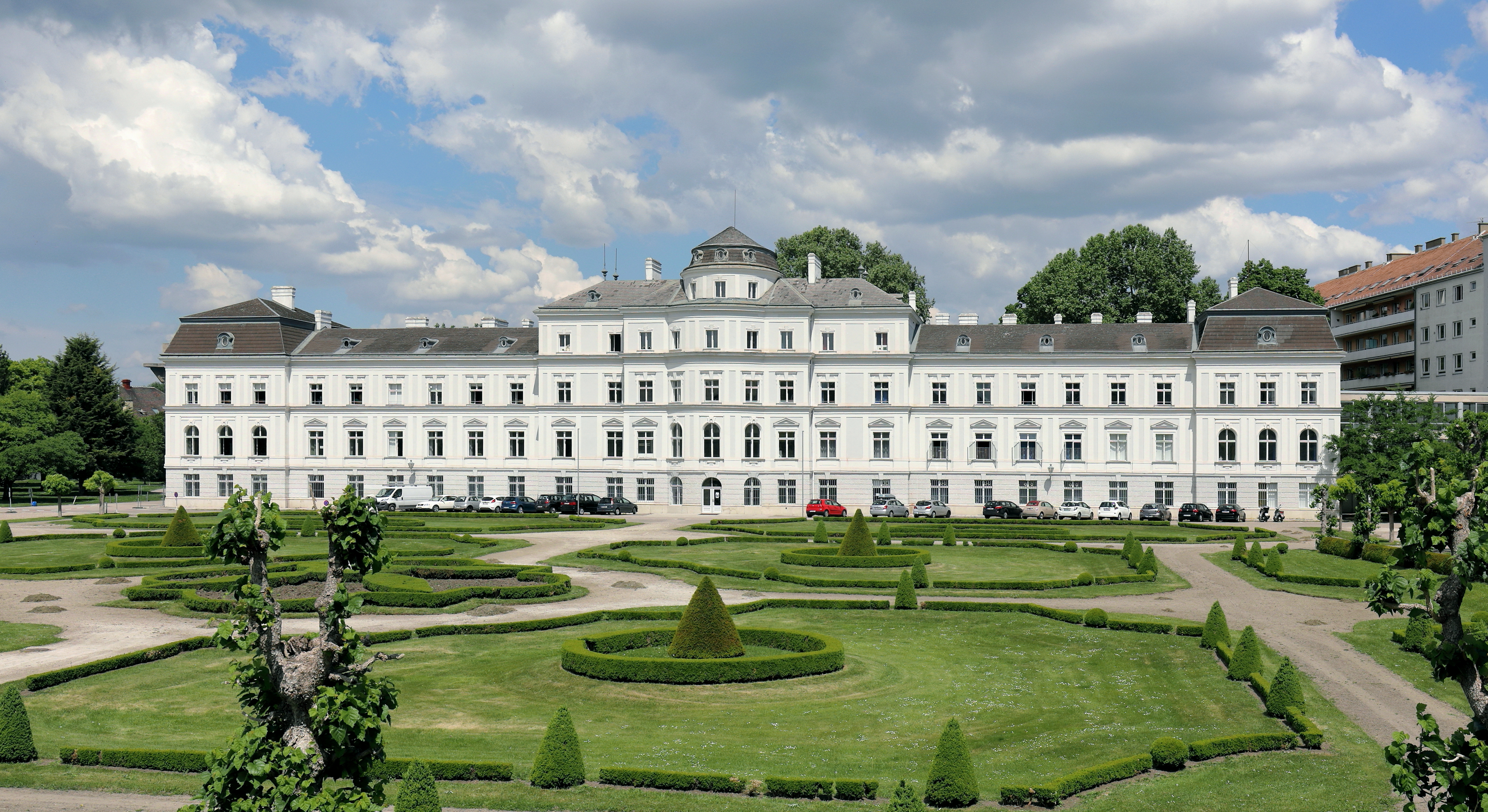
Le palais Augarten, principal lieu du déroulement du film

Le film Presque des anges a été entièrement tourné en Autriche et évoque la vie quotidienne de certains membres des Petits Chanteurs de Vienne, un chœur de garçons autrichien. L'un des buts du film est de rendre l'image des jeunes chanteurs plus humains pour le public américain et pour les plus jeunes que ces garçons sont normaux. Le film montre ainsi des scènes de bataille de polochons, d'enfants doutant de leur capacité en musique comme en mathématiques. La plupart des scènes ont été tournées dans des décors réels, que ce soit pour les intérieurs ou les extérieurs en Autriche.

## Sortie et Accueil
Le film est sorti dans les pays anglophones en dehors des États-Unis sous le titre Born to Sing. La presse new-yorkaise a émis des critiques assez enthousiaste vis-à-vis du film lors de sa sortie. Howard Thompson du New York Times écrit que Presque des anges est « un petit film familial qui ravira les yeux et les oreilles. » Robert Salmaggi du Herald Tribune note le film « charmant. » Seul Variety est moins enthousiaste et écrit que « le film est insupportable par son style d'histoire édulcoré et les intermèdes musicaux au premier abord revigorant pour des oreilles fatiguées ont finalement une présence trop longue. » Le succès du film est assez modeste mais a permis au studio de poursuive la production d'autres films à l'étranger.
Le film a été diffusé à la télévision dans l'émission Walt Disney Presents sur ABC en deux épisodes, le 28 février et le 7 mars 1965. L'acteur Sean Scully est devenu un protégé du studio Disney, participant au téléfilm Le Prince et le Pauvre (1962) diffusé dans l'émission Walt Disney's Wonderful World of Color sur NBC en trois parties. Le film a été édité en vidéo en 1986.